# Jan Keller (wojskowy)
Jan Keller (ur. 31 sierpnia 1896 w Pogrzebieniu, zm. 6 marca 1960 w Katowicach) – przywódca peowiacki, działacz plebiscytowy, powstaniec śląski, oficer Wojska Polskiego.

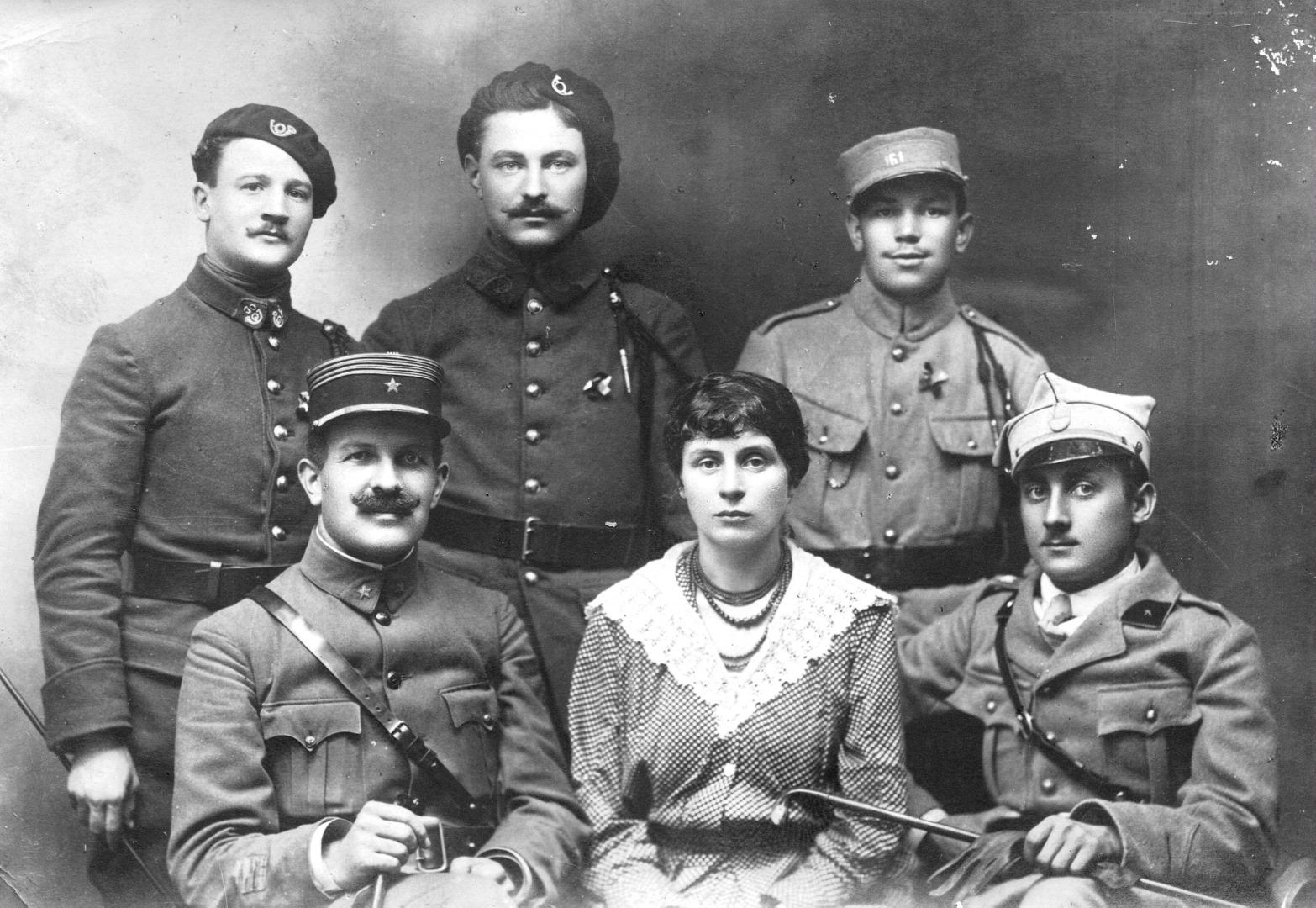
Kpt. Jan Keller (pierwszy od prawej) z grupą żołnierzy francuskich.

## Życiorys
Urodził się 31 sierpnia 1896 r. w Pogrzebieniu w powiecie raciborskim, w rodzinie robotniczej. Absolwent gimnazjum w Krakowie i Raciborzu. Po ukończeniu raciborskiego gimnazjum wyemigrował do Westfalii. Na początku I wojny światowej został wcielony do armii niemieckiej i uczestniczył w walkach na froncie zachodnim, gdzie w 1916 r. dostał się do niewoli francuskiej. W 1917 r. w obozie jeńców-Polaków w Le Puy-en-Velay zetknął się ze swoim przyszłym dowódcą z okresu III powstania śląskiego, Janem Józefem Ludygą-Laskowskim. Od 1917 r. w armii polskiej gen. J. Hallera (ppor). W czerwcu 1920 r. urlopowany na Górny Śląsk. Członek pow. Polskiego Komitetu Plebiscytowego w Bytomiu, następnie organizator placówek peowiackich w powiecie strzeleckim. Po II powstaniu śląskim w Policji Górnego Śląska, adiutant francuskiego komendanta tej policji w Gliwicach, a następnie w Katowicach. Podczas III powstania śląskiego kpt., kolejno: zastępca dowódcy pułku zabrskiego Pawła Cymsa, pułku pszczyńskiego Franciszka Rataja, szef oddziału operacyjnego 1. Dywizji Wojsk Powstańczych, szef sztabu formującej się Grupy „Środek”. Uczestnik walk o Stare Koźle i bitwy o Górę Św. Anny.

Krótko przed godziną trzecią siadam na siodełku motocykla, ażeby być świadkiem rozpoczęcia  się akcji mającej zdecydować o tym, czy nasze dzieci będą chodzić do polskiej szkoły, czy też w dalszym ciągu, jak my, pobierać naukę w obcym nam, niemieckim języku. Serce krzepnie na widok maszerujących w kierunku Katowic, w ciszy - z ubezpieczeniem czołowym kolumn powstańczych. Szosami do Siemianowic przez Wełnowiec, od Małej Dąbrówki przez Bogucice, od Szopienic przez Zawodzie, od Giszowca przez Karbową, od Piotrowic, Ochojca, Ligoty przez Brynów, od Dębu i Załęża, ciągną nasze wojska w ubraniach przeważnie cywilnych, z biało-czerwonymi opaskami na rękawach. Dotarłszy do granic miasta, kolumny zatrzymują się, ażeby, skoro świt, wkroczyć jednocześnie ze wszystkich stron miasta. (...)
Zaskoczenie Niemców było całkowite, toteż zajęliśmy Katowcie nieomal bez strat.

Po likwidacji powstania oficer zawodowy w 73. Pułku Piechoty. W 1923 r. zdemobilizowany. Do 1939 r. pracował w różnych przedsiębiorstwach na terenie woj. śląskiego. Po kampanii wrześniowej, w latach 1939-1945 więziony w niemieckim Oflagu VII A w Murnau. Do Polski wrócił w 1946 r. Od 1946 r. pracował w Państwowym Zjednoczeniu Przemysłu Fermentacyjnego oraz w Zakładach Piwowarsko-Słodowych w Zabrzu. Zmarł 6 marca 1960 r. w Katowicach.

## Ordery i odznaczenia
- Krzyż na Śląskiej Wstędze Waleczności i Zasługi
- Śląski Krzyż Powstańczy
- Gwiazda Górnośląska
- Krzyż Oficerski Orderu Odrodzenia Polski